# صدف‌خوار دودی

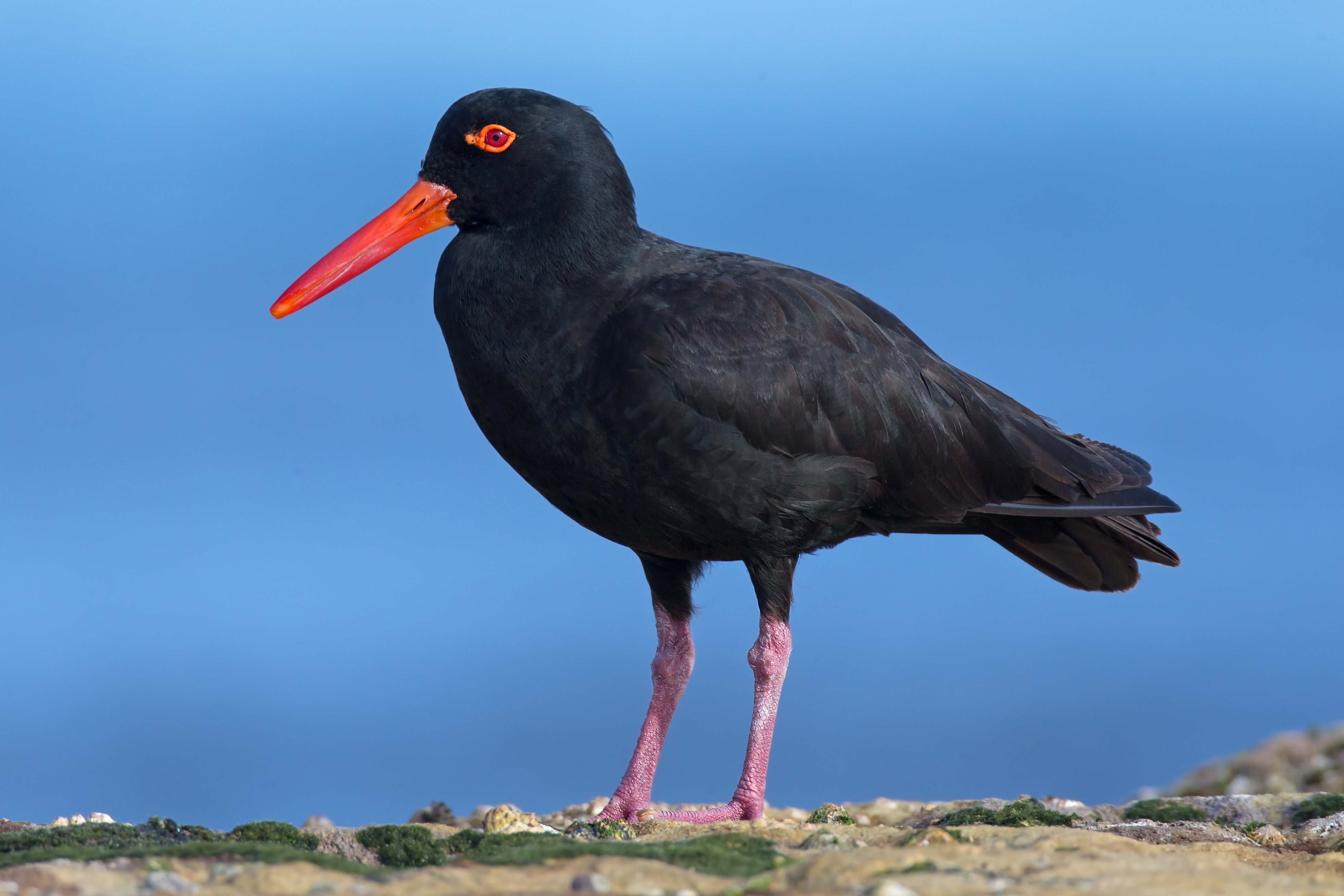
نگاره‌ای از یک صدف‌خوار دودی در نیو ساوت ولز، استرالیا

صدف‌خوار دودی (نام علمی: Haematopus fuliginosus) نام یک گونه از سرده صدف‌خوار است.